# مهدی امینی
مهدی امینی زازرانی (زاده ۲۷ اردیبهشت ۱۳۷۵ - اصفهان) یک بازیکن فوتبال اهل ایران است که در پست دروازه‌بان بازی می کند.

## آمار حرفه ای
او دارای سابقه عضویت در تیم ملی فوتبال نوجوانان ایران در سال‌های ۱۳۹۰ و ۱۳۹۱ می‌باشد.
مهد امینی در سال ۲۰۱۸ کاپیتان اول تیم ملی امید ایران در مسابقات المپیک آسیایی جاکارتا بود و درخشش خیلی خوبی در این مسابقات داشت
در مسابقات جام جهانی کوچک که دی ماه سال ۱۳۹۱ در کشور روسیه برگزار شد، مهدی امینی به عنوان دروازه‌بان اول تیم ملی نوجوانان ایران عملکرد خوبی از از خود به نمایش گذاشت. او در دیدار تیم ملی نوجوانان ایران مقابل ترکیه و ایتالیا با انتخاب کمیته فنی این مسابقات به عنوان برترین بازیکن میدان معرفی شد.
در تاریخ ۴ آذر ۱۳۹۵، امینی نخستین دیدار رسمی خود در لیگ برتر را در مقابل فولاد خوزستان انجام داد. وی پیش از آن در هر سه دیدار سپاهان در جام حذفی نیز به میدان رفته بود.

### پیکان
وی در فصل ۲۰۱۹ به پیکان پیوست.

## آمار ملی
حضور در مسابقات جام جهانی ۲۰۱۳امارت به همراه تیّم ملی به عنوان  دروازه‌بان اول -حضور در مسابقات جام جهانی کوچک در روسیه و انتخاب شدن به عنوان  دروازه‌بان برتر بازی‌ها _حضور در مسابقات ملی جوانان جام ملت‌های آسیا در میانمار و ۳بازی رسمی به عنوان  دروازه‌بان اول _سه دوره قهرمانی با تیم سپاهان در لیگ برتر و یک دوره قهرمانی در جام
همچنین مارک ویلموتس در سال ۲۰۱۹ او را به اردوی تیم ملی فوتبال ایران دعوت کرد.

## افتخارات
باشگاهی
- لیگ برتر
- قهرمانی در لیگ برتر فوتبال ایران ۹۴-۱۳۹۳ به همراه تیم سپاهان اصفهان
- جام حذفی
- قهرمانی در جام حذفی ۹۲–۱۳۹۱ به همراه تیم سپاهان اصفهان